# Artaxerxes al II-lea
Artaxerxe al II-lea Mnemon (persana veche: Artaxšaçā, greaca veche: Ἀρταξέρξης) a fost suveranul Imperiului Persan din 404 î.Hr. până la moartea sa, în 358 î.Hr.. El face parte din dinastia Ahemenizilor. El este fiul lui Darius al II-lea și mama sa este Parysatis.
La scurt timp de la ocuparea tronului înfruntă insurecția declanșată de fratele său, Cirus cel Tînăr, guvernatorul provinciilor din Asia Mică începînd cu 408 î.Hr., insurecție care se sfîrșește cu moartea inițiatorului în bătălia de la Cunaxa ( 401 î.Hr. ).
Este confruntat și cu tentativa Spartei, victorioasă în Războiul Peloponesiac, de a se erija în apărătoare a cetăților grecești din Asia Mică.Ca răspuns la ofensiva corpului expediționar spartan, condus de generalii Tibron (399 î.Hr.) și Dercilide și, din 396 î.Hr., de regele Agesilaos II, care acționează în Ionia, Artaxerxes al II-lea subvenționează și încurajează rezistența antispartană a cetăților grecești, Teba, Atena, Argos, declanșînd războiul corintic.De asemenea, Artaxerxes al II-lea sprijină reconstrucția flotei ateniene care obține în 394 î.Hr. victoria de la Cnidos asupra celei spartane. Sprijină încheierea, la Susa, a  păcii lui Antalcidas  (387/386 î.Hr.), numită și "pacea regelui", care punea capăt luptelor din Grecia și confirma suzeranitatea Imperiului Persan asupra orașelor grecești din Asia Mică și a insulei Cipru.
Declinul Imperiului Persan este confirmat de imposibilitatea lui Artaxerxes al II-lea de a pune capăt revoltei din Egipt, izbucnită în 404 î.Hr. și de pacificarea dificilă a rebeliunii satrapilor din Asia Mică, declanșată în 368 î.Hr., satrapul Aroandas bătînd chiar propria sa monedă de aur.
La moartea lui Artaxerses al II-lea tronul este ocupat de fiul său Artaxerxes al III-lea.